# I dream
『I dream』（アイ・ドリーム）は、チューリップの通算15枚目のアルバム。1984年1月21日発売。

## 解説
デビュー時からプロデューサーを務める新田和長が東芝EMIより独立、1984年4月のファンハウス新設に伴いチューリップは同レーベルに移籍することとなり、長年在籍した東芝EMIでの最後の作品となった。
チューリップ初のデジタルレコーディング、ドラムマシンやMIDIを搭載しデジタルシンセサイザーの代名詞となったヤマハDX7の導入等、グループを取り巻く環境が大きく変わった第2期過渡期の作品である。
アルバム自体のコンセプトも、前作の『Halo』までの宇宙路線から脱却して、恋愛が中心となっている。
ジャケットは収録の合間に六本木のスタジオで撮影されたもので、メンバーが椅子や机にもたれかかった姿が写っている。この写真は、シングルカットされた『愛の迷路』のジャケットにも用いられた。

## レコーディング
ドラムマシンのLinn Drum が大半の曲で使用され、ドラマーの伊藤薫がドラムセットで録音した楽曲が「"Feel it"」、「冬の街」2曲のみとなる。後はリズムパターンの打ち込み、エレクトリックドラムやタム、シンバル類のオーバーダブ作業が中心となった。また、安部俊幸のギターサウンドはデジタル楽器に合わせるかのように前作から大きく変化したが、前年から始まった星野楽器によるエンドースメントも少なからず影響している。

## 収録曲
【A】
1. エジプトの風
  - 作詞／作曲：宮城伸一郎　編曲：チューリップ　ボーカル：宮城伸一郎
  - 初めて、財津以外のメンバーが冒頭でボーカルを取った作品。再結成後もライブで取り上げられている。
  - 宮城自身はエジプトに行ったことがないとのことである。
2. 愛の迷路
  - 作詞／作曲：財津和夫　編曲：チューリップ　ボーカル：財津和夫
  - 3月にシングルカットされる楽曲で、同一テイクが収録されている。
  - 詳細はシングルのページを参照。
3. 恋は素顔で
  - 作詞／作曲：財津和夫　編曲：チューリップ　ボーカル：財津和夫
4. この小さな掌(詩歩子へ)
  - 作詞：財津和夫／作曲：姫野達也　編曲：チューリップ　ボーカル：姫野達也
  - 財津は当時、事あるごとに姫野の長女の可愛らしさを口にしており、この詞も彼女へ贈ったものである。
  - ライブバージョンがシングル『愛の迷路』のカップリング曲として収録された。
5. “Feel It”
  - 作詞／作曲：財津和夫　編曲：チューリップ　ボーカル：財津和夫

【B】
1. たったひとりのオーディエンス
  - 作詞／作曲：財津和夫　編曲：チューリップ　ボーカル：財津和夫
  - 前年の12月にシングルとして発売されていた楽曲で、同一テイクが収録されている。
  - 詳しくはシングルのページを参照。
2. 黄昏モノローグ
  - 作詞：伊藤薫／作曲：姫野達也　編曲：チューリップ　ボーカル：姫野達也
3. 冬の街
  - 作詞／作曲：財津和夫　編曲：チューリップ　ボーカル：財津和夫
4. 夏は終わらない
  - 作詞／作曲：財津和夫　編曲：チューリップ　ボーカル：財津和夫
  - シングル『たったひとりのオーディエンス』のカップリング曲で、同一テイクが収録されている。
  - 詳しくはシングルのページを参照。
5. I dream
  - 作詞／作曲：財津和夫　編曲：チューリップ　ボーカル：財津和夫
  - タイトル曲で、戦場を想起させるSEから始まり、平和への思いを込めた愛が歌われる。
  - 当時のライブで演奏された際、安部俊幸はギターを置いてシンセサイザーを演奏していた。

## カバー
I dream
- 佐々木真央 - ミニアルバム『佐々木真央』（2015年3月25日）に収録。